# دي حزإب (العدين)

تعديل مصدري - تعديل

دي حزاب محلة تابعة لقرية الوادي، التابعة لعزلة الوادي بمديرية العدين إحدى مديريات محافظة إب في الجمهورية اليمنية.، بلغ تعداد سكانها 92 حسب تعداد اليمن لعام 2004.